# Albert Reed
Albert Reed (South Miami, Florida, 6 de marzo de 1985) es un  modelo estadounidense. Criado en la cultura del surf de Vero Beach, Florida, la carrera de modelaje de Reed comenzó a la edad de 19 años después de aparecer en la portada del catálogo de 2004 de Abercrombie & Fitch. En agosto de 2007, Reed fue seleccionado para aparecer en la quinta temporada del programa de televisión estadounidense Dancing with the Stars.

## Primeros años
Reed nació en South Miami, Florida en el Hospital de South Miami, siendo sus padres Barbara Foster y John Reed. A la edad de trece años, Reed se mudó con su familia a unas 150 millas (240 km) al norte de su vecindario de clase media de Miami a Vero Beach, a lo que Reed se refiere como «un pequeño pueblo surfista ubicado en la costa este de Florida central». La proximidad de la familia a la playa permitió a Reed practicar surf casi cada día. Rápidamente se integró a la cultura del surf local y adoptó un estilo de vida casual para vivir.
En 2000, Reed comenzó a asistir a Vero Beach High School. Mientras estaba en el décimo grado, los padres de Reed, quienes él describe como hippies, se divorciaron.
Durante un viaje a Miami, el potencial de modelaje de Reed fue descubierto accidentalmente mientras acompañaba a una amiga a su agencia de modelos, Karin Models. Aunque su amiga no fue contratada, Karin Models inmediatamente contrató a Reed, quien entonces comenzó a modelar a tiempo parcial mientras terminaba la escuela secundaria.

## Carrera

### Modelaje
A los 18 años, Reed se graduó de la escuela secundaria y se trasladó a Miami para seguir el modelaje y el trabajo de relaciones públicas en los clubes. Recibió una serie constante de trabajos de modelaje, lo que dio lugar a oportunidades de modelar en Grecia, Escocia y luego en Italia, donde Reed vivió durante unos seis meses. Mientras que en Italia, Reed fue ofrecido como único modelo masculino en el catálogo de la primavera/verano 2004 para la compañía italiana SLAM de ropa deportiva. Aunque su experiencia europea fue positiva, la actual guerra de Irak dejó a los europeos «un poco amargos» hacia Reed y otros estadounidenses que trabajaban en Europa, por lo que regresó a Estados Unidos.
Una reunión de 2004 con el aclamado fotógrafo internacional Bruce Weber condujo una gran oportunidad a Reed, con una sesión de fotos y aparición de vídeo en el sitio web de Abercrombie & Fitch. Reed apareció en una cartelera en Times Square con un tatuaje LIVE TO SURF, y posteriormente, en la portada de Abercrombie & Fitch's de 2004. Más de 10 millones de hogares a lo largo de los Estados Unidos recibieron una copia de ese catálogo, y esa portada posteriormente apareció como un anuncio en Rolling Stone, GQ, Teen Vogue y el estreno de VITALS. Reed acredita la portada 2004 de Abercrombie & Fitch para darle las credenciales necesarias por hacerlo un modelo profesional.
En septiembre de 2004, Reed firmó con IMG, agencia global de talento y productora en la ciudad de Nueva York. En diciembre de ese mismo año, la revista Cosmopolitan nombró a Reed como su «Cosmo's Guy Without His Shirt» en diciembre de 2004.
En enero de 2005, firmó con The John Crosby Management Company, Innovative Artists Talent y Literary Agency en Nueva York y Bleu Model Management en Los Ángeles. En este mismo mes, la revista Ocean Drive destacó a Reed, de 19 años de edad, «como una de las 24 caras más frescas de la escena de modelos de Miami», un hecho suficientemente importante como para figurar en la lista de Hoover, In-Depth Company Records. También está con Public Image Worldwide, Elite Model Management en Toronto y DNA Model Management en Nueva York.
En marzo de 2005, la compañía italiana de ropa deportiva SLAM anunció Reed como modelo de portada para su catálogo de ropa deportiva de primavera/verano de 2005. Reed había aparecido previamente como el modelo de la portada de primavera/verano de SLAM 2004 y fue modelo de la portada de otoño/invierno en 2004.
En abril de 2005, MostBeautifulMan.com seleccionó a Reed como su elección para «Él hombres mas guapo de april de 2005». Los destinatarios anteriores de la selección del hombre más guapo incluyen a Brad Pitt (mayo de 2004) y Ashton Kutcher (febrero de 2004).
En julio de 2005, el canal de cable del exvicepresidente Al Gore, Current TV, filmó a Reed durante un rodaje con el fotógrafo de celebridades Tony Duran. Current TV  además entrevistó a Reed y convirtió las imágenes en un segmento para su canal. El segmento de pod se mostró en Current TV a principios de agosto de 2005.
Reed actualmente es la cara nacional de la empresa de prendas de vestir Van Heusen.

### Televisión
El 29 de agosto de 2007, los estudios de televisión de ABC anunciaron que Reed sería emparejado con Anna Trebunskaya (quien se había ido en dos temporadas) como concursante en la quinta temporada de la serie de televisión, Dancing with the Stars, comenzando el lunes 24 de septiembre de 2007 (8:00–9:30 p. m., ET).
Lo que distinguió a Reed de los demás concursantes es que no baila. Durante su entrevista para estar en el programa, Reed declaró: «No puedo, tengo ritmo, soy capaz de sacar algunos movimientos de baile en un bar o donde sea. No soy capaz de bailar en absoluto, pero definitivamente no soy un bailarín de salón». El Chicago Sun-Times anotó las probabilidades de Reed de ganar en 8-1, detrás de 9-5 de probabilidades de Mel B y otros tres.
El abuelo de Reed, Harry Foster, murió en noviembre de 2006 y Reed le dedicó su interpretación de Dancing with the Stars a él, un exbailarín de salón y a su abuela. El 2 de octubre, Reed fue eliminado de Dancing with the Stars, convirtiéndolo en la segunda celebridad eliminada del programa.

### Cine
Su primera película fue en el papel de Billy en la película de surf, Shelter.

### Música
Él tiene su propia banda NERD para quien Reed también escribe letras y canciones.

## Vida personal
Reed posee un escondite de montaña en Colorado, pero su hogar es en el Sur de California, donde realiza una semana de surf cada mes para mantenerse equilibrado.
Reed es también un portavoz de celebridades de la America's Second Harvest - The Nation's Food Bank Network, la mayor organización benéfica nacional de alivio del hambre en los Estados Unidos.

## Filmografía
- 2007: Shelter como Billy
- 2009: Double Fault como Lucas Montgomery (cortometraje)